# هجوم سيبراني
الهجوم السيبراني (بالإنجليزية: cyberattack) في أجهزة الحاسوب، أي هجوم هو يعتبر محاولة لفضح أو تغيير أو تعطيل أو تدمير أو سرقة أو الحصول على وصول غير مصرح به أو استخدام غير مصرح به للأصول. الهجوم السيبراني أو «الهجوم الإلكتروني» هو أي نوع من المناورة الهجومية التي تستهدف أنظمة معلومات الكمبيوتر أو البنية التحتية أو شبكات الكمبيوتر أو أجهزة الكمبيوتر الشخصية. المهاجم هو شخص أو عملية تحاول الوصول إلى البيانات أو الوظائف أو المناطق المحظورة الأخرى في النظام دون الحصول على إذن، ويحتمل أن يكون ذلك بقصد ضار. اعتمادًا على السياق، يمكن أن تكون الهجمات الإلكترونية جزءًا من الحرب الإلكترونية أو الإرهاب الإلكتروني. يمكن استخدام الهجوم الإلكتروني من قِبل دول ذات سيادة أو أفراد أو مجموعات أو مجتمع أو منظمات أو حتى عصابات، وقد تنشأ هذه الهجمات الإلكترونية (لسيبرانية) من مصدر مجهول.
قد يسرق الهجوم الإلكتروني هدفًا محددًا أو يغيره أو يدمره عن طريق اختراق نظام حساس. يمكن أن تتراوح الهجمات الإلكترونية بين تثبيت برامج التجسس على جهاز كمبيوتر شخصي ومحاولة تدمير البنية التحتية لدول بأكملها. يسعى الخبراء القانونيون إلى قصر استخدام المصطلح على الحوادث التي تسبب أضرارًا جسدية، وتمييزه عن خروقات واختراقات البيانات الروتينية وأنشطة القرصنة الأوسع نطاقًا.
أصبحت الهجمات الإلكترونية معقدة وخطيرة على نحو متزايد.
يمكن استخدام تحليلات سلوك المستخدم و SIEM للمساعدة في منع هذه الهجمات.

## تعريفات
منذ أواخر الثمانينيات من القرن الماضي، تطورت الهجمات الإلكترونية عدة مرات لاستخدام الابتكارات في تكنولوجيا المعلومات كمتجهات لارتكاب جرائم الإنترنت. في السنوات الأخيرة، ازداد حجم وقوة الهجمات السيبرانية بشكل سريع، كما لاحظ المنتدى الاقتصادي العالمي في تقريره لعام 2018: «القدرات السيبرانية الهجومية تتطور بسرعة أكبر من قدرتنا على التعامل مع الحوادث العدائية.» 
في شهر أيار / مايو من عام 2000، عرّفت فرقة هندسة الإنترنت للهجوم في [rfc:2828 RFC 2828 على] النحو التالي:
الإعتداء على أمن النظام ينبع من تهديد ذكي، أي فعل ذكي يمثل محاولة متعمدة (خاصة بمعنى الأسلوب أو الممارسة) للتهرب من خدمات الأمن وانتهاك سياسة الأمان الخاصة بالنظام.
تعريف CNSS رقم 4009 بتاريخ يوم 26 بشهر أبريل في عام 2010 من قبل لجنة أنظمة الأمن القومي بالولايات المتحدة الأمريكية  يُعرّف الهجوم بأنه:
أي نوع من النشاط الضار الذي يحاول جمع أو تعطيل أو رفض أو تدهور أو تدمير موارد نظام المعلومات أو المعلومات نفسها.
أدى الاعتماد المتزايد للمجتمع الحديث على شبكات المعلومات والحواسيب (سواء في القطاعين العام والخاص، بما في ذلك الجيش)  إلى مصطلحات جديدة مثل الهجوم السيبراني والحرب الإلكترونية .
تعريف CNSS التعليمات رقم 4009  يُعرّف الهجوم السيبراني على النحو التالي:
الهجوم السيبراني، يعبر الفضاء الإلكتروني، ويستهدف استخدام مؤسسة ما للفضاء الإلكتروني بغرض تعطيل بيئة / بنية تحتية حاسوبية أو تعطيلها أو تدميرها أو التحكم فيها بشكل ضار؛ أو تدمير سلامة البيانات أو سرقة المعلومات التي تمت السيطرة عليها.

## الانتشار
سنة 2017 كانت تعتبر سنة سيئة السمعة في عالم البيانات وهجمات الإنترنت، حيث أن في الأشهر الستة الأولى من عام 2017، سُرق أو تأثر ملياري سجل بيانات بسبب الهجمات الإلكترونية، وبلغت مدفوعات الفدية 2 billion دولار أمريكي ، أي ضعف ذلك في عام 2016.

## الحرب السيبرانية والإرهاب السيبراني
تستخدم Cyberwarfare وهي تعني بال«حرب الإلكترونية/السيبرانية» تقنيات الدفاع عن شبكات المعلومات والحواسيب ومهاجمتها التي تقطن الفضاء الإلكتروني، غالبًا من خلال حملة إلكترونية مطولة أو سلسلة من الحملات ذات الصلة. إنها تتنكر قدرة الخصم على فعل الشيء نفسه، مع استخدام أدوات الحرب التكنولوجية لمهاجمة أنظمة الكمبيوتر الحاسمة للخصم. الإرهاب السيبراني/الإلكتروني، من ناحية أخرى، هو «استخدام أدوات شبكات الكمبيوتر لإغلاق البنى التحتية الوطنية الحيوية (مثل الطاقة أو النقل أو العمليات الحكومية) أو لإكراه أو تخويف حكومة أو سكان مدنيين». وهذا يعني أن النتيجة النهائية لكل من الحرب الإلكترونية والإرهاب السيبراني هي نفسها، لتدمير البنى التحتية الحيوية وأنظمة الكمبيوتر المرتبطة ببعضها البعض داخل حدود الفضاء الإلكتروني.

## العوامل
هناك ثلاثة عوامل تسهم في سبب شن الهجمات الإلكترونية ضد دولة أو فرد: عامل الخوف، العامل الدراماتيكي، وعوامل الضعف.

### العامل الدراماتيكي
العامل الدراماتيكي أو «العامل المدهش» هو مقياس للضرر الفعلي الناجم عن الهجوم، وهذا يعني أن الهجوم يخلق خسائر مباشرة (عادة ما يكون فقدان التوافر أو فقدان الدخل) ويحصل على دعاية سلبية. في يوم 8 من شهر فبراير بعام 2000، أدى هجوم رفض الخدمة إلى انخفاض حاد في عدد الزيارات إلى العديد من المواقع الرئيسية، بما في ذلك Amazon و Buy.com و CNN و eBay (استمر الهجوم في التأثير على مواقع أخرى في اليوم التالي). تشير التقارير إلى أن شركة أمازون قدرت خسارة الأعمال بمبلغ 600000 دولار.

### عامل الضعف
يستغل عامل الضعف مدى تعرض منظمة أو مؤسسة حكومية للهجمات الإلكترونية. قد تعمل المؤسسات التي لا تحتوي على أنظمة صيانة على خوادم قديمة تكون أكثر عرضة للتأثر من الأنظمة المحدثة. يمكن أن تكون المؤسسة عرضة لهجوم الحرمان من الخدمة، ويمكن تشويه مؤسسة حكومية على صفحة ويب. يؤدي هجوم شبكة الكمبيوتر إلى تعطيل سلامة أو صحة البيانات، عادةً من خلال تعليمات برمجية ضارة تعمل على تغيير منطق البرنامج الذي يتحكم في البيانات، مما يؤدي إلى حدوث أخطاء في الإخراج.

## المتسللين المحترفين للإرهابيين الإلكترونيين
يمكن للمتطفلين المحترفين، سواء كانوا يعملون بمفردهم أو يعملون لدى الوكالات الحكومية أو الجيش، العثور على أنظمة كمبيوتر بها نقاط ضعف تفتقر إلى برنامج الأمان المناسب. بمجرد العثور على هذه الثغرات الأمنية، يمكنها أن تصيب الأنظمة برمز خبيث ثم تتحكم عن بعد في النظام أو الكمبيوتر عن طريق إرسال أوامر لعرض المحتوى أو لتعطيل أجهزة الكمبيوتر الأخرى. يجب أن يكون هناك خلل في النظام موجود مسبقًا داخل الكمبيوتر لكي تكون الهجمة الإلكترونية قد تمت بالنجاح، مثل عدم وجود حماية ضد الفيروسات أو تكوين نظام معيب لكي يعمل الرمز الفيروسي.
سيقوم العديد من المتسللين المحترفين بترويج أنفسهم للإرهابيين عبر الإنترنت، حيث تحكم مجموعة جديدة من القواعد تصرفاتهم. الإرهابيون الإلكترونيون لديهم خطط متعمدة ولا تولد هجماتهم من الغضب. ولكن أيضاً يحتاجون مثل هؤلاء إلى تطوير خططهم خطوة بخطوة والحصول على البرنامج المناسب لتنفيذ هجومهم الإلكتروني السيبراني. عادة ما يكون لديهم جداول أعمال سياسية، وتستهدف الهياكل السياسية. الإرهابيون الإلكترونيون هم قراصنة لديهم دوافع سياسية، ويمكن أن تؤثر هجماتهم على الهيكل السياسي من خلال هذا الفساد والدمار. كما أنها تستهدف المدنيين والمصالح المدنية والمنشآت المدنية. كما ذكر سابقًا، يهاجم الإرهابيون الإلكترونيون الأشخاص أو الممتلكات ويتسببون في أضرار كافية لتوليد الخوف وزعزعة أمن بعض الكيانات.

## أنواع الهجوم
يمكن أن يكون الهجوم نشطًا أو غير نشطاً.
يحاول «الهجوم النشط» تغيير موارد النظام أو التأثير على تشغيلها.
يحاول «الهجوم الغير نشط» تعلم المعلومات من النظام أو الاستفادة منها، لكنه لا يؤثر على موارد النظام (مثل التنصت على المكالمات الهاتفية).
يمكن أن يُرتكب ويُفتعل الهجوم من قبل شخص من الداخل (داخل المؤسسة المقصود الهجوم عليها) أو من خارج المؤسسة؛
«الهجوم الداخلي» هو هجوم يبدأه كيان داخل محيط الأمان («من الداخل»)، أي كيان مصرح له بالوصول إلى موارد النظام ولكنه يستخدمها بطريقة لا يوافق عليها أولئك الذين منحوا الترخيص.
يبدأ «الهجوم الخارجي» من خارج المحيط، من قبل مستخدم غير مصرح به أو غير شرعي للنظام («خارجي»). في الإنترنت، يتراوح المهاجمون الخارجيون المحتملون بين المحتالين الهواة والمجرمين المنظمين والإرهابيين الدوليين والحكومات المعادية.

 يتعلق مصطلح «الهجوم» ببعض مصطلحات الأمان الأساسية الأخرى كما هو موضح في الرسم البياني التالي: 
```
 + - - - - - - - - - - - - + + - - - - + + - - - - - - - - - - -+
 | An Attack: | |Counter- | | A System Resource: |
 | i.e., A Threat Action | | measure | | Target of the Attack |
 | +----------+ | | | | +-----------------+ |
 | | Attacker |<==================||<========= | |
 | | i.e., | Passive | | | | | Vulnerability | |
 | | A Threat |<=================>||<========> | |
 | | Agent | or Active | | | | +-------|||-------+ |
 | +----------+ Attack | | | | VVV |
 | | | | | Threat Consequences |
 + - - - - - - - - - - - - + + - - - - + + - - - - - - - - - - -+

```

 يمكن أن يكون للمورد (سواءً ماديًا أو منطقيًا)، الذي يُطلق عليه مادة العرض، ثغرة واحدة أو أكثر يمكن استغلالها بواسطة عامل تهديد في إجراء تهديدي. نتيجة لذلك، قد تتعرض سرية أو سلامة أو توفر الموارد للخطر. من المحتمل، أن يمتد الضرر إلى الموارد بالإضافة إلى الموارد التي تم تحديدها مبدئيًا على أنها ضعيفة، بما في ذلك موارد المنظمة الأخرى، وموارد الأطراف المعنية الأخرى (العملاء والموردين).
ما يسمى ثالوث CIA هو أساس أمن المعلومات.
يمكن أن يكون الهجوم نشطًا عندما يحاول تغيير موارد النظام أو التأثير على تشغيلها: لذا فإنه يهدد النزاهة أو التوفر لنظام أمن المعلومات. يحاول «الهجوم الغير نشط» تعلم المعلومات من النظام أو الاستفادة منها، لكنه لا يؤثر على موارد النظام: لذا فهو يهدد معيار السرية لنظام أمن المعلومات.
يمثل التهديد احتمالًا لانتهاك الأمن، والذي يحدث عندما يكون هناك ظرف أو قدرة أو إجراء أو حدث قد ينتهك الأمن ويسبب ضرراً. أي أن التهديد خطر محتمل قد يستغل ثغرة أمنية. يمكن أن يكون التهديد إما «مقصودًا» (أي ذكي؛ على سبيل المثال، جهاز تكسير فردي أو منظمة إجرامية) أو «عرضي» (على سبيل المثال، احتمال حدوث خلل في جهاز الكمبيوتر، أو احتمال «تصرف طبيعي غير مقصود» مثل زلزال، حريق، أو إعصار) أو أي تصرف كارثي من الكوارث الطبيعية.
تم تطوير مجموعة من السياسات المتعلقة بإدارة أمن المعلومات، وهي أنظمة إدارة أمن المعلومات (ISMS) لإدارة الإجراءات المضادة، وفقًا لمبادئ إدارة المخاطر، من أجل تحقيق إستراتيجية أمنية تم وضعها وفقًا للقواعد واللوائح السارية في كل بلد.
يجب أن يؤدي الهجوم إلى حادث أمني، أي حدث أمني ينطوي على انتهاك أمني . بمعنى آخر، حدث نظام مرتبط بالأمان يتم فيه عصيان سياسة أمان النظام أو خرقها.
تمثل الصورة الكلية عوامل الخطر في سيناريو المخاطرة.
يجب على المنظمة اتخاذ خطوات للكشف عن الحوادث الأمنية وتصنيفها وإدارتها. تتمثل الخطوة المنطقية الأولى في إعداد خطة للاستجابة للحوادث وفي النهاية فريق للاستجابة لحالات الطوارئ بالكمبيوتر .
من أجل اكتشاف الهجمات، يمكن إعداد عدد من التدابير المضادة على المستويات التنظيمية والإجرائية والتقنية. ومن الأمثلة على ذلك، (فريق الاستجابة للطوارئ بالكمبيوتر ونظام تدقيق أمن تكنولوجيا المعلومات ونظام كشف التسلل).
عادةً ما يتم ارتكاب الهجوم من قِبل شخص ذي نوايا سيئة وخبيثة، حيث أن تقع الهجمات التي مبينة على كره السود في هذه الفئة أيضاً، في حين يقوم الآخرون بإجراء اختبارات الاختراق على نظام معلومات المؤسسة لمعرفة ما إذا كانت جميع عناصر التحكم المتوقعة موجودة.
يمكن تصنيف الهجمات وفقًا لمصدرها الأصلي: أي إذا تم إجراؤها باستخدام جهاز كمبيوتر واحد أو أكثر: في الحالة الأخيرة يسمى الهجوم الموزع. تستخدم Botnets لتنفيذ هجمات موزعة.
يتم تصنيف التصنيفات الأخرى وفقًا للإجراءات المستخدمة أو نوع الثغرات المستغلة، ويمكن تركيز الهجمات على آليات الشبكة أو ميزات المضيف.
بعض الهجمات قد تكون جسدية: أي سرقة أو تلف أجهزة الكمبيوتر وغيرها من المعدات. البعض الآخر عبارة عن محاولات لفرض تغييرات في المنطق الذي تستخدمه أجهزة الكمبيوتر أو بروتوكولات الشبكة من أجل تحقيق نتيجة غير متوقعة (من قبل المصمم الأصلي) ولكنها مفيدة للمهاجم. تسمى البرامج المستخدمة للهجمات المنطقية على أجهزة الكمبيوتر البرامج الضارة.
فيما يلي قائمة قصيرة جزئية بالهجمات:
- هجمات غير نشطة:
  - مراقبة الكمبيوتر والشبكة
  - شبكة الاتصال
    - التنصت على المكالمات الهاتفية
    - التنصت في الألياف
    - ميناء المسح الضوئي
    - مسح الخمول

  - هجوم المضيف
    - تسجيل ضربة المفتاح
    - تجريف البيانات
    - الباب الخلفي
- هجمات نشطة:
  - هجوم رفض الخدمة
    - إن DDos أو Distributed Denial of Service أو هجوم حجب الخدمة الموزع عبارة عن محاولة يقوم بها المتسلل لحظر الوصول إلى خادم أو موقع ويب متصل بالإنترنت. يتم تحقيق ذلك باستخدام أنظمة محوسبة متعددة، مما يؤدي إلى زيادة تحميل النظام المستهدف على الطلبات، مما يجعله غير قادر على الاستجابة لأي استعلام.[18]

  - الانتحال
  - شبكة الاتصال
    - رجل في-المنتصف
    - رجل في-المتصفح
    - تسمم ARP
    - بينغ الفيضانات
    - بينغ الموت
    - هجوم الحوت

  - هجوم المضيف
    - تجاوز سعة المخزن المؤقت
    - كومة الفائض
    - تجاوز سعة المكدس
    - شكل سلسلة الهجوم

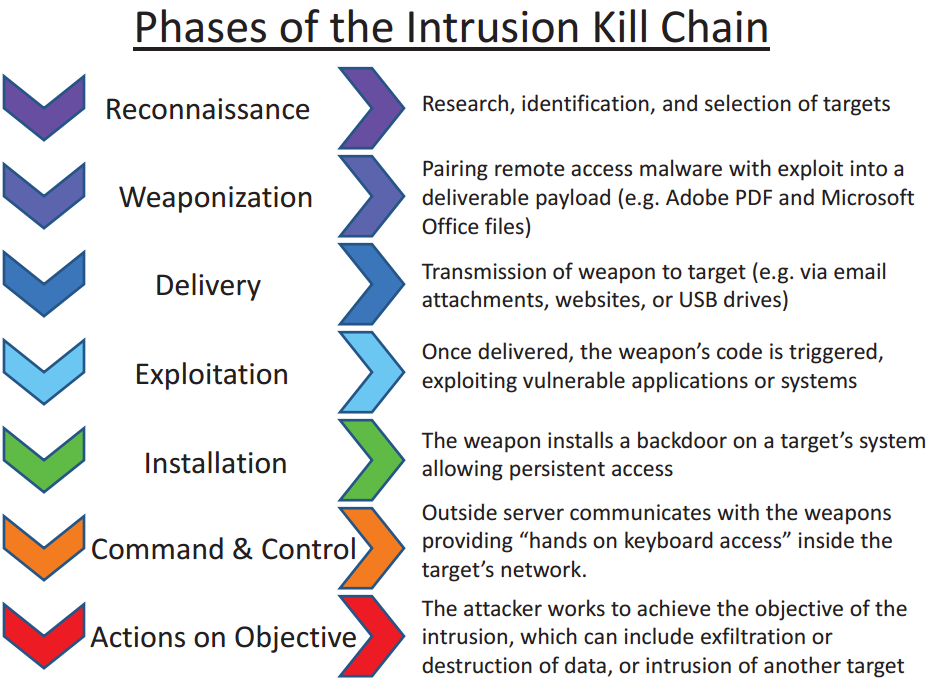
سلسلة قتل التسلل لأمن المعلومات

بالتفصيل، هناك عدد من التقنيات لاستخدامها في الهجمات الإلكترونية ومجموعة متنوعة من الطرق لإدارتها للأفراد أو المؤسسات على نطاق أوسع. يتم تقسيم الهجمات إلى فئتين: الهجمات النحوية والهجمات الدلالية. الهجمات النحوية واضحة. يعتبر برنامجًا ضارًا يتضمن الفيروسات والديدان وأحصنة طروادة.

### الهجمات النحوية

#### الفيروسات
الفيروس هو برنامج متماثل ذاتيًا يمكنه ربط نفسه ببرنامج أو ملف آخر من أجل التكاثر. يمكن للفيروس أن يختبئ في أماكن غير محتملة في ذاكرة نظام الكمبيوتر ويربط نفسه بأي ملف يراه مناسبًا لتنفيذ التعليمات البرمجية الخاصة به. يمكنه أيضًا تغيير بصمته الرقمية في كل مرة يتكرر فيها مما يجعل من الصعب تعقبه في جهاز الكمبيوتر.

#### الديدان
الدودة لا تحتاج إلى ملف أو برنامج آخر لنسخ نفسها؛ إنه برنامج تشغيل قائم بذاته. يعمل النسخ المتماثل للديدان عبر شبكة باستخدام البروتوكولات. يستخدم التجسد الأخير للديدان نقاط الضعف المعروفة في الأنظمة لاختراق شفرة الشفرة وتنفيذها وتكرارها في الأنظمة الأخرى مثل دودة Code Red II التي أصابت أكثر من 259000 نظام في أقل من 14 ساعة. على نطاق أوسع بكثير، يمكن تصميم الديدان للتجسس الصناعي لمراقبة وتجميع أنشطة الخادم وحركة المرور ثم إعادة إرسالها إلى منشئها.

#### أحصنة طروادة
تم تصميم حصان طروادة لأداء مهام مشروعة ولكنه يؤدي أيضًا نشاطًا غير معروف وغير مرغوب فيه (أنشطة ضارة). يمكن أن يكون حصان طروادة هو أساس العديد من الفيروسات والديدان التي يتم تثبيتها على جهاز الكمبيوتر مثل أجهزة تسجيل لوحة المفاتيح والبرامج الخلفية. بالمعنى التجاري، ويمكن دمج أحصنة طروادة في الإصدارات التجريبية من البرامج ويمكنها جمع معلومات إضافية حول الهدف دون أن يعرف الشخص حدوث ذلك. من المحتمل أن يهاجم هؤلاء الثلاثة فردًا وتأسيسًا من خلال رسائل البريد الإلكتروني ومتصفحات الويب وعملاء الدردشة والبرامج عن بُعد والتحديثات.

### الهجمات الدلالية
الهجوم الدلالي هو تعديل ونشر المعلومات الصحيحة وغير الصحيحة. المعلومات المعدلة كان يمكن القيام بها دون استخدام أجهزة الكمبيوتر على الرغم من أنه يمكن العثور على فرص جديدة باستخدامها. لتعيين شخص ما في الاتجاه الخاطئ أو لتغطية مساراتك، يمكن استخدام نشر المعلومات غير الصحيحة.

#### الهند وباكستان
كانت هناك حالتان من هذا القبيل بين الهند وباكستان شملت صراعات الفضاء الإلكتروني، والتي بدأت في التسعينيات. أصبحت الهجمات الإلكترونية السابقة معروفة منذ عام 1999. منذ ذلك الحين، انخرطت الهند وباكستان في نزاع طويل الأمد بشأن كشمير، حيث أنها انتقلت إلى الفضاء الإلكتروني. أشارت الحسابات التاريخية إلى أن المتسللين في كل دولة شاركوا مرارًا وتكرارًا في مهاجمة نظام قاعدة بيانات الحوسبة لكل منهم. زاد عدد الهجمات سنويًا: 45 في عام 1999، و 133 في عام 2000، و 275 بنهاية شهر أغسطس بعام 2001. في عام 2010، قام المتسللين الهنود بشن هجوم عبر الإنترنت بمعدل (على الأقل) 36 موقعًا لقاعدة بيانات الحكومة باسم «الجيش السيبراني الهندي». في عام 2013، اخترق المتسللين الهنود الموقع الرسمي للجنة الانتخابات في باكستان في محاولة لاستعادة معلومات قاعدة البيانات الحساسة. ردا على ذلك، قام المتسللون الباكستانيون، الذين يطلقون على أنفسهم «جيش السايبر الحقيقي»، باختراق وتشويه مواقع الويب التابعة لهيئات الانتخابات الهندية، والتي بلغت 1,059 موقعًا.
وفقًا لوسائل الإعلام، تعمل باكستان على نظام فعال للأمن السيبراني، في برنامج يسمى "Cyber Secure Pakistan" (CSP). تم إطلاق البرنامج في شهر أبريل من عام 2013 من قبل جمعية أمن المعلومات الباكستانية وتوسع البرنامج ليشمل جامعات البلاد.

## الهجمات الإلكترونية من قبل البلدان وضدها
ضمن عمليات الحرب الإلكترونية، يجب على الفرد التعرف على الجهات الفاعلة الحكومية المشاركة في ارتكاب هذه الهجمات الإلكترونية ضد بعضها البعض. اللاعبان الغالبان اللذان سيتم مناقشتهما هما المقارنة القديمة بين الشرق والغرب، وقدرات الصين الإلكترونية مقارنة بقدرات الولايات المتحدة. هناك العديد من الجهات الفاعلة الحكومية وغير الحكومية المشاركة في الحرب الإلكترونية، مثل روسيا وإيران والعراق والقاعدة؛ علماً بأن الصين والولايات المتحدة تتصدران مقدرات الحرب الإلكترونية، فهما سيكونان الممثلان الوحيدان اللذان تمت مناقشتهما.
ولكن في الربع الثاني من عام 2013، أفادت شركة أكاماي تكنولوجيز أن إندونيسيا أطاحت بالصين بنسبة 38 في المائة من الهجوم السيبراني، بزيادة كبيرة من نسبة 21 في المائة في الربع السابق. الصين 33 في المئة والولايات المتحدة 6.9 في المئة. وجاء 79 في المئة من الهجوم من منطقة آسيا والمحيط الهادئ. سيطرت اندونيسيا على الهجوم على الموانئ 80 و 443 بنحو 90 في المئة.

### الصين
طور جيش التحرير الشعبي الصيني (PLA) إستراتيجية تسمى «الحرب الإلكترونية المتكاملة للشبكات» التي توجه عمليات شبكة الكمبيوتر وأدوات الحرب الإلكترونية . تساعد هذه الاستراتيجية في ربط أدوات الحرب الشبكية بأسلحة الحرب الإلكترونية ضد أنظمة معلومات الخصم أثناء الصراع. إنهم يعتقدون أن الأساسيات لتحقيق النجاح تتعلق بالتحكم في تدفق معلومات الخصم وإنشاء هيمنة المعلومات. يعرّف كل من «علم الحرب» و «علم الحملات» شبكات الأنظمة اللوجيستية للعدو كأولوية قصوى للهجمات السيبرانية ويذكر أن الحرب الإلكترونية يجب أن تكون علامة البدء إذا كانت الحملة، المستخدمة بشكل صحيح، تمكن من النجاح التشغيلي الشامل. مع التركيز على مهاجمة البنية التحتية للخصم لتعطيل عمليات نقل المعلومات والمعلومات التي تملي عمليات صنع القرار، سيؤمن جيش التحرير الشعبى هيمنة الإنترنت على خصمهم.
الأساليب الغالبة التي سيتم استخدامها أثناء الصراع للحصول على اليد العليا هي كما يلي، فإن جيش التحرير الشعبى الصينى سوف يضرب مع التشويش الإلكتروني، والخداع الإلكتروني وتقنيات القمع لمقاطعة عمليات نقل المعلومات. فقد يشنون هجمات فيروسية أو تقنيات اختراق لتخريب عمليات المعلومات، كل ذلك على أمل تدمير منصات ومنشآت معلومات العدو. أشار علم الحملات التابع لجيش التحرير الشعبي إلى أن أحد دور الحرب الإلكترونية هو خلق نوافذ من الفرص لقوات أخرى للعمل دون اكتشاف أو مع خطر أقل لهجوم مضاد من خلال استغلال فترات العدو من «العمى» أو «الصمم» أو «الشلل» التي أنشأتها هجوم المقاهي. هذه هي واحدة من النقاط المحورية الرئيسية للبرامج الإلكترونية، لتكون قادرًا على إضعاف عدوك إلى أقصى حد ممكن حتى يكون هجومك البدني على نسبة مئوية أعلى من النجاح.
يجري جيش التحرير الشعبى الصينى تدريبات منتظمة في مجموعة متنوعة من البيئات مع التركيز على استخدام تقنيات وطرق وأساليب الحرب الإلكترونية في مواجهة مثل هذه التكتيكات إذا تم استخدامها ضدهم. تركز أبحاث أعضاء هيئة التدريس على التصميمات الخاصة باستخدام الجذور الخفية واكتشافها لنظام التشغيل Kylin الذي يساعد على زيادة تدريب تقنيات الحرب الإلكترونية لهؤلاء الأفراد. تعتبر الصين بأن الحرب الإلكترونية رادعا للأسلحة النووية، وتمتلك القدرة على مزيد من الدقة، وترك خسائر أقل، والسماح بهجمات طويلة المدى.

### الولايات المتحدة الأمريكية
في الغرب، تقدم الولايات المتحدة «نغمة صوت» مختلفة عندما تكون الحرب الإلكترونية على لسان الجميع. تقدم الولايات المتحدة خططًا أمنية صارمة في الرد على الحرب الإلكترونية، وتستمر بشكل أساسي في وضع دفاعي عندما تتعرض للهجوم من خلال الأساليب السيبرانية الملتوية. في الولايات المتحدة، تنقسم مسؤولية الأمن السيبراني بين وزارة الأمن الداخلي ومكتب التحقيقات الفيدرالي ووزارة الدفاع. في السنوات الأخيرة، تم إنشاء قسم جديد يميل بشكل خاص إلى تهديدات الإنترنت، وتعرف هذه الإدارة باسم Cyber Command . Cyber Command هي قيادة فرعية تابعة للقيادة الإستراتيجية الأمريكية وهي مسؤولة عن التعامل مع التهديدات التي تواجه البنية التحتية السيبرانية العسكرية. تشتمل عناصر الخدمة في Cyber Command على قيادة الجيش Cyber Command ، والقوة الجوية الرابعة والعشرين.
إن العمل المضمون في الخطة يأمل بأن يتمكن الرئيس من التنقل والتحكم في أنظمة المعلومات وأن يكون لديه أيضًا خيارات عسكرية متوفرة عندما يحتاج تشريع الدفاع عن الأمة إلى الفضاء الإلكتروني. يجب أن ينتبه الأفراد في Cyber Command إلى الجهات الفاعلة الحكومية وغير الحكومية التي تطور قدرات الحرب الإلكترونية في القيام بالتجسس الإلكتروني والهجمات الإلكترونية الأخرى ضد الأمة وحلفائها. تسعى Cyber Command إلى أن تكون عاملاً ردعيًا لثني الأعداء المحتملين عن مهاجمة الولايات المتحدة، بينما تكون إدارة متعددة الأوجه في إدارة العمليات الإلكترونية الخاصة بها.
يوجد هناك ثلاثة أحداث بارزة وقعت والتي قد تكون محفزة للغاية في إنشاء فكرة Cyber Command. كان هناك فشل في البنية التحتية الحيوية التي أبلغت عنها وكالة المخابرات المركزية الأمريكية حيث أدت الأنشطة الضارة ضد أنظمة تكنولوجيا المعلومات إلى تعطيل قدرات الطاقة الكهربائية في الخارج. وقد أدى ذلك إلى انقطاع التيار الكهربائي لعدة مدن في مناطق متعددة. الحدث الثاني كان استغلال الخدمات المالية العالمية. في شهر تشرين الثاني (نوفمبر) من عام 2008، كان لدى أحد البنوك الدولية معالج دفع مخترق سمح بإجراء معاملات احتيالية في أكثر من 130 ماكينة صراف آلي في 49 مدينة خلال 30 دقيقة. وكان الحدث الأخير (الثالث) هي الخسارة الشاملة للقيمة الاقتصادية للولايات المتحدة عندما قدرت صناعة في عام 2008 خسائر بقيمة 1 تريليون دولار في الملكية الفكرية لسرقة البيانات. على الرغم من أن كل هذه الأحداث كانت كوارث داخلية، إلا أنها كانت بطبيعتها حقيقية، مما يعني أنه لا يوجد شيء يمكن أن يوقف الجهات الحكومية أو غير الحكومية عن فعل الشيء نفسه على نطاق أعظم. تم إنشاء مبادرات أخرى مثل المجلس الاستشاري للتدريب على الإنترنت لتحسين جودة وكفاءة وكفاية التدريب للدفاع عن شبكات الكمبيوتر والهجوم واستغلال عمليات العدو عبر الإنترنت.
وعلى جهة أخرى مقابلة لهذا النوع الطيفي، تظهر دول الشرق والغرب تباين «السيف والدرع» في الأمثال العليا. لدى الصينيين فكرة أكثر عدوانية عن الحرب الإلكترونية، في محاولة للحصول على الضربة الوقائية في المراحل الأولى من الصراع لكسب اليد العليا. في الولايات المتحدة، هناك المزيد من التدابير الرجعية التي يتم اتخاذها لإنشاء أنظمة ذات حواجز لا يمكن اختراقها لحماية الأمة ومدنييها من الهجمات الإلكترونية.
وفقًا لـ Homeland Preparedness News ، فإن العديد من الشركات الأمريكية متوسطة الحجم تواجه صعوبة في الدفاع عن أنظمتها ضد الهجمات الإلكترونية. حوالي 80 في المائة من الأصول المعرضة للهجوم السيبراني مملوكة لشركات ومنظمات خاصة. قال نائب وزير السلامة العامة السابق لولاية نيويورك السابق مايكل بالبوني إن الكيانات الخاصة «لا تملك نوع القدرة أو النطاق الترددي أو الاهتمام أو الخبرة لتطوير تحليل إلكتروني استباقي».
رداً على الهجمات الإلكترونية في يوم 1 من شهر أبريل بعام 2015، أصدر الرئيس أوباما أمرًا تنفيذيًا يحدد أول عقوبات اقتصادية على الإطلاق. سيؤثر الأمر التنفيذي على الأفراد والكيانات («المصممين») المسؤولين عن الهجمات الإلكترونية التي تهدد الأمن القومي أو السياسة الخارجية أو الصحة الاقتصادية أو الاستقرار المالي للولايات المتحدة. على وجه التحديد، يأذن الأمر التنفيذي لوزارة الخزانة بتجميد أصول المعينين أيضاً.
وفقا لكتاب تيد كوبل، في عام 2008، قامت الولايات المتحدة بالتعاون مع إسرائيل، بشن هجوم إلكتروني على البرنامج النووي الإيراني، ليصبح «أول من استخدم سلاح رقمي كأداة للجوانب السياسية».

### أوكرانيا
بدأت سلسلة من الهجمات الإلكترونية القوية في يوم 27 من شهر يونيو لعام 2017 والتي أغرقت مواقع المنظمات الأوكرانية، بما في ذلك البنوك والوزارات والصحف وشركات الكهرباء.

### روسيا
خلال كأس العالم 2018 FIFA ، واجهت روسيا وأوقفت حوالي 25 مليون هجوم إلكتروني على البنية التحتية لتكنولوجيا المعلومات.
في شهر يونيو بعام 2019، اعترفت روسيا بأنه «ممكن» أن شبكتها الكهربائية تتعرض لهجوم إلكتروني من قبل الولايات المتحدة. ذكرت صحيفة نيويورك تايمز أن المتسللين الأمريكيين من الولايات المتحدة Cyber Command زرعوا برامج ضارة يحتمل أن تكون قادرة على تعطيل الشبكة الكهربائية الروسية.

### استونيا
كانت الهجمات الإلكترونية لعام 2007 على إستونيا عبارة عن سلسلة من الهجمات الإلكترونية التي بدأت في يوم 27 من شهر أبريل لعام 2007 واستهدفت مواقع الويب الخاصة بالمنظمات الإستونية، بما في ذلك البرلمان الإستوني والمصارف والوزارات والصحف والمذيعون ، وسط خلاف في روسيا بشأن نقل جندي تالين البرونزي. ، علامة مقبرة من الحقبة السوفيتية ، وكذلك مقابر للحرب في تالين. أدت الهجمات إلى قيام عدد من المنظمات العسكرية حول العالم بإعادة النظر في أهمية أمن الشبكات للعقيدة العسكرية الحديثة. وكانت النتيجة المباشرة للهجمات الإلكترونية هي إنشاء مركز التميز للدفاع السيبراني التابع لمنظمة حلف شمال الأطلسي في تالين.

### الإمارات العربية المتحدة
في عام 2019، ذكرت رويترز أن الإمارات العربية المتحدة شنت سلسلة من الهجمات الإلكترونية على خصومها السياسيين والصحفيين ونشطاء حقوق الإنسان في إطار مشروع الغراب، على منصة تجسس وهي كارما. ضم الفريق عملاء مخابرات أمريكيين سابقين. بدأ مشروع Raven في عام 2009 وتم التخطيط لاستمراره في السنوات العشر القادمة.

## النتيجة لهجوم محتمل
تعمل صناعة بأكملها في محاولة لتقليل احتمالية حدوث هجوم إعلامي إلى الحد الأدنى.
للحصول على قائمة جزئية ، انظر: شركات برامج أمان الكمبيوتر.
أنها توفر منتجات وخدمات مختلفة ، تهدف إلى:
- دراسة كل فئة الهجمات المحتملة.
- نشر الكتب والمقالات حول هذا الموضوع.
- اكتشاف نقاط الضعف.
- تقييم المخاطر.
- تحديد نقاط الضعف.
- اختراع وتصميم ونشر التدابير المضادة.
- وضع خطة للطوارئ لتكون جاهزة للرد.

تحاول العديد من المؤسسات تصنيف الثغرة الأمنية ونتائجها: قاعدة بيانات الثغرات الأكثر شهرة هي الثغرات الأمنية والتعرضات الشائعة .
يتم تشكيل فرق الاستجابة للطوارئ بالكمبيوتر من قبل الحكومة والمؤسسات الكبيرة للتعامل مع حوادث أمان الكمبيوتر.

## البنى التحتية كأهداف
بمجرد بدء الهجوم الإلكتروني ، هناك بعض الأهداف التي يجب مهاجمتها لشل الخصم. وقد تم تسليط الضوء على بعض البنى التحتية كأهداف باعتبارها بنى تحتية حرجة في وقت الصراع الذي يمكن أن يشل بشدة الأمة. تعتبر أنظمة التحكم ، وموارد الطاقة ، والتمويل ، والاتصالات السلكية واللاسلكية ، والنقل ، ومرافق المياه أهدافاً أساسية للبنية التحتية خلال النزاع. تقرير جديد حول مشكلات الأمن السيبراني الصناعي ، أعده معهد كولومبيا البريطانية للتكنولوجيا ومجموعة PA الاستشارية ، باستخدام بيانات تعود إلى عام 1981، حسب التقارير ، وجدت زيادة بمقدار 10 أضعاف في عدد الهجمات الإلكترونية الناجحة على أنظمة التحكم في البنية التحتية والحصول على البيانات (SCADA) منذ عام 2000. تُعرف الهجمات الإلكترونية التي لها تأثير مادي سلبي بالهجمات الإلكترونية الفيزيائية.

### أنظمة التحكم
أنظمة التحكم مسؤولة عن تفعيل ومراقبة الضوابط الصناعية أو الميكانيكية. يتم دمج العديد من الأجهزة مع منصات الكمبيوتر للتحكم في الصمامات والبوابات في بعض البنى التحتية المادية. عادة ما يتم تصميم أنظمة التحكم كأجهزة القياس عن بعد التي ترتبط بالأجهزة المادية الأخرى من خلال الوصول إلى الإنترنت أو أجهزة المودم. يمكن توفير قدر ضئيل من الأمان عند التعامل مع هذه الأجهزة ، مما يمكّن العديد من المتسللين أو إرهابي الإنترنت من البحث عن نقاط ضعف منهجية. أوضح بول بلومجرن ، مدير هندسة المبيعات في شركة الأمن السيبراني ، كيف قاد فريقه إلى محطة فرعية عن بعد ، ورأى هوائي شبكة لاسلكية وتم توصيله على الفور ببطاقات الشبكة المحلية اللاسلكية الخاصة بهم. لقد أخرجوا أجهزة الكمبيوتر المحمولة الخاصة بهم ومتصلين بالنظام لأنه لم يكن يستخدم كلمات المرور. وقال بلومجرن: «خلال 10 دقائق ، قاموا بتخطيط كل قطعة من المعدات في المنشأة». «في غضون 15 دقيقة ، قاموا بتعيين كل قطعة من المعدات في شبكة التحكم التشغيلية. في غضون 20 دقيقة ، كانوا يتحدثون إلى شبكة الأعمال وقد سحبوا العديد من تقارير الأعمال. (حتى أنه تم افتعال كل ذلك وهم لم يغادروا السيارة أبدًا).» 

### الطاقة
تعتبر الطاقة هي البنية التحتية الثانية التي يمكن مهاجمتها. يتم تقسيمها إلى فئتين ، الكهرباء والغاز الطبيعي. الكهرباء ، والتي تعرف أيضًا باسم شبكات الكهرباء أو مدن المدن والمناطق والأسر ؛ تعمل على تشغيل الآلات والآليات الأخرى المستخدمة في الحياة اليومية. باستخدام الولايات المتحدة كمثال ، يمكن للإرهابيين الإلكترونيين في حالة تعارض الوصول إلى البيانات من خلال «التقرير اليومي لحالة النظام» الذي يوضح تدفقات الطاقة عبر النظام ويمكنه تحديد الأقسام الأكثر ازدحامًا في الشبكة. بإغلاق هذه الشبكات ، يمكن أن تسبب هستيريا جماعية ، وتراكم ، وارتباك ؛ أيضا أن تكون قادرة على تحديد المناطق الحساسة للعملية لمزيد من الهجمات بطريقة أكثر مباشرة يمكن للإرهابيين عبر الإنترنت الوصول إلى تعليمات حول كيفية الاتصال بإدارة الطاقة في Bonneville والتي تساعدهم في توجيههم حول كيفية عدم خطأ النظام في العملية. هذه ميزة كبيرة يمكن الاستفادة منها عند شن هجمات إلكترونية لأن المهاجمين الأجانب الذين ليس لديهم علم مسبق بالنظام يمكنهم الهجوم بأعلى دقة دون عيوب. تسير الهجمات الإلكترونية على منشآت الغاز الطبيعي بنفس الطريقة التي تتبعها الهجمات على الشبكات الكهربائية. يمكن للإرهابيين عبر الإنترنت إيقاف هذه المنشآت التي توقف التدفق أو يمكنهم حتى إعادة توجيه تدفق الغاز إلى قسم آخر يمكن أن يشغله أحد حلفائهم. كانت هناك حالة في روسيا لدى شركة غاز معروفة باسم غازبروم ، فقد فقدوا السيطرة على لوحة التبديل المركزية الخاصة بهم والتي تقوم بتوجيه تدفق الغاز ، بعد أن تجاوز المشغل الداخلي وبرنامج حصان طروادة الأمن.

### المالية
يمكن أن تتعرض البنية التحتية المالية لضربات شديدة من الهجمات الإلكترونية لأن النظام المالي مرتبط بأنظمة الكمبيوتر. وهي في الأصل عبارة عن أموال ثابتة يتم تبادلها في هذه المؤسسات ، وإذا تعرض الإرهابيون للهجوم ، وإذا تمت إعادة توجيه المعاملات وسرقت مبالغ كبيرة من المال ، فستنهار الصناعات المالية ويصبح المدنيون بلا وظائف وبلا أمن. ستتعطل العمليات من منطقة إلى أخرى مسببة تدهورًا اقتصاديًا على مستوى البلاد. في الولايات المتحدة وحدها ، بلغ متوسط حجم المعاملات اليومية 3 تريليونات دولار ، و 99٪ منها عبارة عن تدفق غير نقدي. وفي الحقيقة وبشكل بديهي ، أن تكون قادر على تعطيل هذا المبلغ من المال ليوم واحد أو لمدة عدة أيام محدودة يمكن أن يسبب أضرارا دائمة من شأنها بأن تجعل المستثمرين يقوموا بالانسحاب من التمويل مما سيأدي هذا الأمل إلى تآكل ثقة الجمهور.
قد تتم الإشارة إلى الهجوم السيبراني على مؤسسة مالية أو معاملات على أنها داخل عالم الإنترنت . قد تبدأ هذه الهجمات بالخداع الذي يستهدف الموظفين ، باستخدام الهندسة الاجتماعية لاقناع واقتناء المعلومات منهم. قد يسمحون للمهاجمين بالاختراق بالشبكة ووضع مدوِّن المفاتيح على أنظمة المحاسبة . بمرور الوقت ، يستطيع مجرمون الإنترنت الحصول على معلومات كلمة المرور والمفاتيح. يمكن بعد ذلك الوصول إلى الحسابات المصرفية للمنظمة عبر المعلومات التي سرقتها ومن ثم الدخول إلى كافة الأصول باستخدام keyloggers. في شهر مايو من عام 2013، سرقت عصابة 40 مليون دولار أمريكي من عالم الإنترنت من بنك مسقط.

### الاتصالات السلكية واللاسلكية
للهجوم الإلكتروني نتائج مباشرة على البنية التحتية للاتصالات. أصبح تكامل الاتصالات ممارسة شائعة ، حيث يتم دمج أنظمة مثل شبكات الصوت وشبكات بروتوكول الإنترنت. يتم تشغيل كل شيء عبر الإنترنت لأن السرعات وقدرات التخزين لا حصر لها. يمكن إدارة هجمات رفض الخدمة كما ذكر سابقًا ، ولكن يمكن إجراء هجمات أكثر تعقيدًا على بروتوكولات توجيه BGP أو البنى التحتية DNS. من غير المرجح أن يستهدف أي هجوم أو يعرض للخطر شبكة الاتصال التقليدية للمفاتيح SS7 أو محاولة الهجوم على الأجهزة المادية مثل محطات الميكروويف أو منشآت الأقمار الصناعية. وستظل هناك إمكانية لإغلاق تلك المنشآت المادية لتعطيل شبكات الاتصالات الهاتفية. تتمثل الفكرة الكاملة حول هذه الهجمات الإلكترونية في عزل الناس عن بعضهم البعض ، وتعطيل الاتصال ، وبعمل ذلك ، لإعاقة المعلومات الهامة التي يتم إرسالها وتلقيها. في الحرب الإلكترونية ، هذه طريقة مهمة لاكتساب اليد العليا في أي صراع. من خلال التحكم في تدفق المعلومات والاتصالات ، يمكن للأمة أن تخطط لشن ضربات أكثر دقة وأن تتخذ تدابير أفضل للهجوم المضاد على أعدائها.

### وسائل النقل
البنية التحتية للنقل تعكس مرافق الاتصالات ؛ عن طريق إعاقة النقل للأفراد في مدينة أو منطقة ، فإن الاقتصاد سوف يتدهور قليلاً مع مرور الوقت. يمكن أن تؤثر الهجمات الإلكترونية الناجحة على الجدولة وإمكانية الوصول في عمليات النقل ، مما قد يؤدي إلى حدوث خلل في السلسلة الاقتصادية. سوف تتأثر طرق الحمل والمركبات ، مما يجعل من الصعب إرسال البضائع من مكان إلى آخر. في شهر كانون الثاني (يناير) بعام 2003، خلال فيروس يسمى بـ "slammer"، اضطرت Continental Airlines إلى إغلاق الرحلات بسبب مشاكل في الكمبيوتر. يمكن للإرهابيين عبر الإنترنت استهداف خطوط السكك الحديدية عن طريق تعطيل المفاتيح ، واستهداف برامج الطيران لإعاقة الطائرات ، واستهداف استخدام الطرق لإعاقة المزيد من طرق النقل التقليدية. في شهر مايو بعام 2015، كشف رجل يدعى كريس روبرتس ، كان مستشارًا للفضاء الإلكتروني ، لمكتب التحقيقات الفيدرالي أنه نجح مرارًا وتكرارًا ، من عام 2011 إلى عام 2014، في اختراق أدوات التحكم في رحلات بوينغ وإيرباص عبر نظام الترفيه على متن الطائرة ، كما زُعم ، وكان في مرة واحدة على الأقل قد أمر الرحلة بالإقلاع. أجرى مكتب التحقيقات الفيدرالي ، بعد احتجازه في أبريل عام 2015 في سيراكيوز ، مقابلة معه بشأن المزاعم.

### المياه
يمكن أن تكون البنية التحتية للمياه واحدة من أكثر البنى التحتية أهمية للهجوم. ويعتبر أحد أكبر المخاطر الأمنية بين جميع الأنظمة التي يتم التحكم فيها بواسطة الكمبيوتر. هناك إمكانية لإطلاق كميات هائلة من المياه في منطقة يمكن أن تكون غير محمية مسببة خسائر في الأرواح وأضرار في الممتلكات. ليست حتى إمدادات المياه التي يمكن مهاجمتها ؛ أنظمة المجاري يمكن أن تتعرض للخطر أيضا. لم يتم حساب تكلفة الأضرار ، لكن التكلفة المقدرة لاستبدال شبكات المياه الحرجة قد تصل إلى مئات المليارات من الدولارات. يتم تطوير معظم هذه البنى التحتية للمياه بشكل جيد مما يجعل من الصعب على الهجمات الإلكترونية التسبب في أي ضرر كبير ، على الأكثر ، يمكن أن يحدث عطل في المعدات مما يؤدي إلى انقطاع التيار الكهربائي لفترة قصيرة.

### الصحة والمستشفيات
وصلت الهجوم السبراني إلى حد القتل في أحد المستشفيات ؛ ففي شهر 9 من عام 2020، توفيت امرأة في دوسلدورف في أحد المستشفيات الألمانية بعد تعطل نظام الحاسوب بسبب برنامج للقرصنة بواسطة الفدية، وهو برنامج خبيث يقيد الوصول إلى نظام الحاسوب الذي يصيبه. ويعكس هذا الهجوم الإلكتروني مدى هشاشة القطاع الصحي في مواجهة هذه الهجمات. وقال الكاتب أنوش سيدتاغيا في تقرير نشرته صحيفة لوتون (le temps) السويسرية، إنه لم يحدث أن سُجلت حالات وفاة نتيجة هجوم إلكتروني. ولكن تسبب هجوم سيبراني في وفاة مريضة في مستشفى بدوسلدورف نتيجة عدم تلقيها للعلاج. وأعلنت السلطات الألمانية عن العواقب المأساوية للهجوم السيبراني «الإلكتروني» الذي استهدف الشبكة الإلكترونية للمستشفى الجامعي في دوسلدورف ليصيب أنظمته بالشلل الجزئي منذ 9 سبتمبر/أيلول.
وبرنامج الفدية المعروف باسم «رانسوم وير» هو برنامج ضار يستهدف نقاط الضعف في برامج معينة للسماح للمهاجمين بالتحكم عن بُعد في أنظمة الحاسوب. ومقابل إعادة الوصول إلى الملفات المحملة على أجهزة الحاسوب، عادة ما يطلب المخترق فدية تصل إلى عشرات أو حتى مئات الآلاف من الفرنكات.

## إنظر أيضاً
- هجوم التوقيت
- أمن الحاسوب
- أمن الحاسوب
- خطة طوارئ
- إكسبلويت
- مجموعة مهندسي شبكة الإنترنت
- تدقيق أمان تقنية المعلومات
- أمن المعلومات
- نظام كشف التسلل
- ميتاسبلوت
- اختبار الاختراق
- خدمة أمنية (اتصالات)
- ضعف
- التحكم بالوصول
- إدارة الأمن
- اقتصاديات الأمن

## قراءات أخرى
- الكسندر ، كيث. الولايات المتحدة الامريكانية. لجنة مجلس الشيوخ للخدمة المسلحة. قيادة الولايات المتحدة السيبرانية. 2012. على شبكة الإنترنت.

## روابط خارجية
- يوليو 2015 إحصائيات الهجمات الإلكترونية - Hackmageddon